# Jean Mermet
Jean Marc Arsène Mermet (* 22. Januar 1932 in La Pesse) ist ein ehemaliger französischer Skilangläufer.

## Werdegang
Mermet trat international erstmals bei den Olympischen Winterspielen 1952 in Oslo in Erscheinung, wobei er zusammen mit Gérard Perrier, Benoît Carrara und René Mandrillon den vierten Platz mit der Staffel errang. In den folgenden Jahren belegte er bei den Nordischen Skiweltmeisterschaften 1954 in Falun den 49. Platz über 15 km sowie zusammen mit René Mandrillon, Gilbert Mercier und Benoît Carrara den sechsten Platz in der Staffel und bei den Olympischen Winterspielen 1956 in Cortina d’Ampezzo den 20. Platz über 15 km sowie zusammen mit Victor Arbez, René Mandrillon und Benoît Carrara den sechsten Platz in der Staffel. In der Saison 1957/58 gewann er beim Czech-Marusarzówna-Memorial den 15-km-Lauf und lief bei den Nordischen Skiweltmeisterschaften in Lahti auf den 23. Platz über 30 km, auf den 16. Rang über 15 km sowie erneut zusammen mit Victor Arbez, René Mandrillon und Benoît Carrara auf den sechsten Platz mit der Staffel. Zwei Jahre später erreichte er bei den Olympischen Winterspielen in Squaw Valley den 21. Platz über 15 km, den 19. Rang über 30 km und zusammen mit Victor Arbez, René Mandrillon und Benoît Carrara den siebten Platz mit der Staffel. Letztmals international startete er bei den Nordischen Skiweltmeisterschaften 1962 in Zakopane. Dort kam er auf den 21. Platz über 15 km, auf den 20. Rang über 30 km und auf den sechsten Platz mit der Staffel.

## Teilnahmen an Weltmeisterschaften und Olympischen Winterspielen

### Olympische Spiele
- 1952 Oslo: 4. Platz Staffel
- 1956 Cortina d’Ampezzo: 6. Platz Staffel, 20. Platz 15 km
- 1960 Squaw Valley: 7. Platz Staffel, 19. Platz 30 km, 21. Platz 15 km

### Nordische Skiweltmeisterschaften
- 1954 Falun: 6. Platz Staffel, 49. Platz 15 km
- 1958 Lahti: 6. Platz Staffel, 16. Platz 15 km, 23. Platz 30 km
- 1962 Zakopane: 6. Platz Staffel, 20. Platz 30 km, 21. Platz 15 km